# Лэш, Дональд Рэй
Дональд Рэй Лэш (15 августа 1912 года — 19 сентября 1994) — американский спортсмен-любитель, бегун на длинные дистанции, пик достижений которого пришелся на тридцатые-сороковые годы XX века. Выиграл семь чемпионатов США среди мужчин по кроссу (подряд). В 1936 году установил мировой рекорд в беге на дистанцию 2 мили (3 218 м).

## Биография
Дон Лэш родился в штате Индиана, в Блаффтоне, в небогатой семье. Первые его воспоминания о беге связаны с детством, когда он гонялся за кроликами на ферме деда. Окончил среднюю школу в 1933 году в городе Оберн. Ещё школьником Дон Лэш установил рекорд штата по бегу в помещениях. Учился в Университете Индианы, во время учёбы установил рекорд Америки в беге на 10000 метров (31: 06,9). В июне 1936 года он побил мировой рекорд Пааво Нурми, пробежав две мили за 8:58,4, опередив Нурми на 1,2 секунды. В 1938 году Лэш на внутреннем чемпионате Любительского спортивного союза установил рекорд в беге на 5000 метров — 14:39. В том же году он выиграл премию Джеймса Салливана как лучший спортсмен-любитель страны.
Дон Лэш объяснял свою спортивную выносливость необычной способностью сохранять кислород в своей кровеносной системе. Выступая на встрече в Оберне в 1937 году, Лэш сказал, что он знает, когда выиграет гонку, лишь изучив анализ крови, сделанный перед стартом.
Выиграв подряд семь чемпионатов США среди мужчин по кроссу, Лэш начал карьеру в правоохранительных органах в полиции штата Индиана, а в 1941 году стал агентом ФБР. В ФБР Лэша использовали в основном для выполнения заданий, требующих преследования подозреваемых. В дальнейшем Дон Лэш ушёл из ФБР ради того, чтобы стать региональным директором Братства Христианских Атлетов (Fellowship of Christian Athletes, FCA). Работая на данной должности Лэш вложил семейные средства в создание христианского спортивного лагеря, в итоге ставшего лагерем FCA. Дон Лэш пять раз подряд (1973—1982) избирался в качестве республиканского члена Палаты представителей штата Индиана. Впоследствии Дон Лэш переехал в Роквелл, где занимался бизнесом в сфере недвижимости.

## Участие в Олимпийских играх
На Берлинской Олимпиаде 1936 года американские спортсмены выступили не лучшим образом, так как 10-дневное путешествие на корабле до Европы, без тренировок и с усиленным питанием, не способствовало высоким результатам. Дон Лэш возлагал надежды на Олимпиаду 1940 года, но из-за Второй Мировой Войны Олимпиады 1940 и 1944 не проводились.

## Семейная жизнь
В 1938 году Дон Лэш женился на Маргарет Менденхолл. У Дона и Маргарет было два сына — Рассел и Дейв, и дочь Маргарет.

## Смерть и посмертные почести
Дон Лэш умер в 1994 году в возрасте 82 года от рака позвоночника в больнице в Терре Хот, штат Индиана. Лэш похоронен на кладбище Раш Крик недалеко от Танжера в округе Парке. Его жена Маргарет пережила Дона Лэша почти на 20 лет и скончалась в июне 2014 года в возрасте 96 лет.
В честь легендарного спортсмена назван парк в Оберне — Дон Лэш Парк. В 1995 Дон Лэш был введён в Зал славы легкой атлетики США. В 1999 году опубликована автобиография Дональда Рея Лэша, вышедшая в печать под названием «Железный Человек из Индианы: История Дона Лэша».

## Афоризмы и изречения
Некоторые из высказываний Дона Лэша, сделанные им публично и на страницах автобиографии, вышедшей в свет после смерти спортсмена, прочно вошли в лексикон обычных американцев и приобрели статус афоризмов. Так, Дон Лэш является автором следующих высказываний, пользующихся популярностью в США: «Рекорды ставятся, чтобы быть побитыми», «Чем старше я становлюсь, тем больше я убеждаюсь, что истинное счастье состоит в помощи другим людям», «Я лично убеждён, что законодательный орган должен состоять из людей, которые имеют опыт и жизненный успех. Он не должен состоять из тех, у кого мало или совсем нет опыта в деловом мире, или тех, кто потерпел неудачу во всем остальном. Если некоторые законодатели не могут вести свой собственный бизнес, как же они будут управлять делами нашего государства?».